# Шварц-Вайс (футбольный клуб, Эссен)
«Шварц-Вайс Эссен» (нем. Schwarz-Weiß Essen) — немецкий футбольный клуб из города Эссен,  является футбольным сегментом спортивного объединения Essener Turnerbund Schwarz-Weiß e. V, основанного в 1881 году и включающего в себя также баскетбольное, хоккейное и теннисное отделения.

## История
Футбольный сегмент спортивного объединения был основан в 1900 году. Самый большой успех команды — завоевание в 1959 году Кубка Германии. В 1985 году принимал участие в четвертьфинале любительской лиги Германии.